# Melone Sodo II

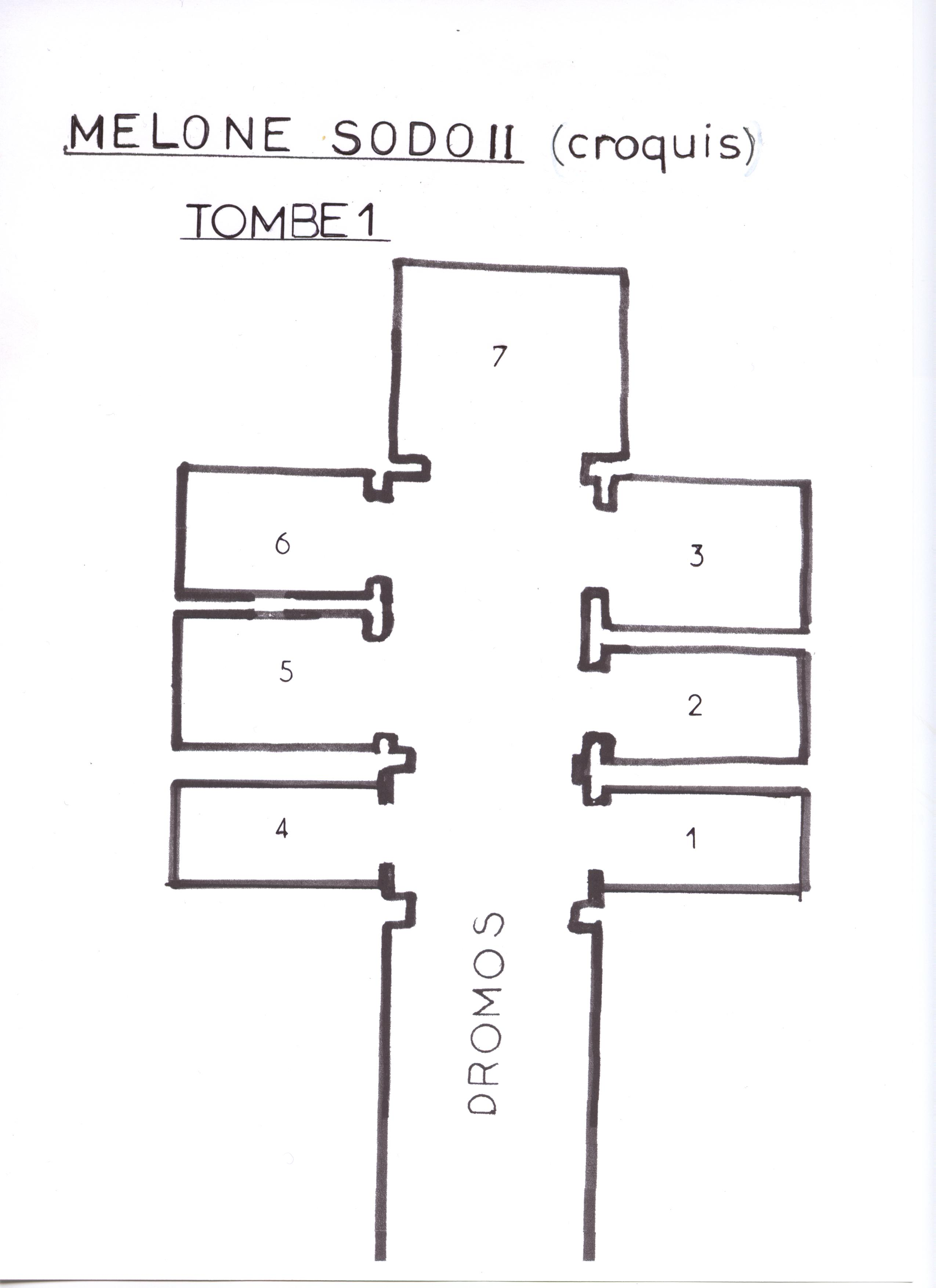
Plan de la tombe I du Melone II (croquis)

Le Melone Sodo II est un tumulus comportant deux tombes étrusques de la fin du VIe et du Ve siècle av. J.-C., située près de Cortone, dans la province d'Arezzo, en Toscane (Italie).

## Historique
Le Melone Sodo II, qui date de la période archaïque étrusque, est constitué de deux tombes :
- la tombe I, avec couverture à voutes à tholos, a été repérée en 1928-1929 ;
- la tombe II a été découverte en 1991 et contenait un riche trousseau d'orfèvrerie.

L'ensemble du matériel trouvé est exposé au Musée de l'Académie étrusque de Cortone.

## Description
Le Melone Sodo II prend son nom du terme local Melone (melon), dont la forme rappelle sa structure, et de Sodo II par sa situation dans la frazione de Il Sodo, et afin de le différencier du Sodo I, une autre tombe présente sur le lieu, sur la route SS71, juste après le village de Camucia, en direction de Castiglion Fiorentino, sur la rive droite du rio Loreto.
Le tumulus Melone del Sodo II est constitué de deux tombeaux monumentaux (la tombe I du VIe siècle av. J.-C. et la tombe II du début du Ve siècle av. J.-C.), avec de grandes cloisons de pierre, vestibules et diverses cellules. Son diamètre est d'environ 60 m.

### Tombe I
La tombe principale, déjà profanée dans l'Antiquité, a été de nouveau explorée par les archéologues dans les années 1927-1928. Sa forme relève d'un plan complexe de la fin de la période orientalisante étrusque. Un long dromos découvert (8,8 × 1,8 mètre environ) conduit, par un portail avec un grand linteau monolithique carré, à deux vestibules rectangulaires, menant à leur tour à six cellules latérales ainsi qu'à la chambre principale du fond.
Déjà en 1927, les cellules latérales de droite étaient pratiquement détruites, tandis que celles de gauche étaient mieux conservées, car plus éloignées du cours d'eau du rio Loreto.
La dégradation continue de la tombe, due aux intempéries, infiltrations d'eau, agression de la végétation, a nécessité la mise en œuvre à partir de 1988 d'un projet de restauration et de conservation.

### Tombe II
La tombe II a été découverte en 1991 et se situe sur la partie occidentale du tumulus. Cette tombe plus modeste que la tombe I date du début du Ve siècle av. J.-C.
Bien que déjà profanée dans l'Antiquité, une grande partie du riche trousseau mortuaire a échappé aux tombaroli. Des sarcophages en pietra fetida, dont certains contenaient encore des restes humains ainsi que diverses urnes funéraires, étaient aussi présents.
L'abondance et les caractéristiques du matériel récupéré attestent de la longue période d'utilisation du tumulus depuis le début du Ve jusqu'au début du IIIe siècle av. J.-C..

### Terrasse-autel
En 1990 une terrasse-autel a été découverte sur le site. Celle-ci côtoie le bord du tumulus. On y accède par l'intermédiaire de gradins dont les parements latéraux sont décorés de bas-reliefs et de groupes sculptés.
Des fouilles archéologiques sont toujours en cours sur le site.